# Mapsidius quadridentata
Mapsidius quadridentata is een vlinder uit de familie van de dikkopmotten (Scythrididae). De wetenschappelijke naam van de soort is voor het eerst geldig gepubliceerd in 1907 door Walsingham.